# IV Play
IV Play è il quinto album discografico in studio del cantautore e produttore statunitense The-Dream, pubblicato nel 2013.

## Tracce
1. High Art (feat. Jay-Z) – 4:29
2. IV Play – 5:38
3. Equestrian – 4:23
4. Pussy (feat. Big Sean & Pusha T) – 3:58
5. Turnt (feat. Beyoncé & 2 Chainz) – 3:46
6. Where Have You Been (feat. Kelly Rowland) – 3:51
7. Too Early (feat. Gary Clark Jr.) – 5:36
8. Michael – 4:54
9. Loving You / Crazy – 6:52
10. New Orleans – 4:07
11. Self-Conscious – 3:07
12. Holy Love – 3:37
13. Outro – 0:23
14. Slow It Down (feat. Fabolous) – 4:10

## Classifiche
| Classifica (2013)          | Posizione raggiunta |
| -------------------------- | ------------------- |
| USA Billboard 200          | 16                  |
| USA Top R&B/Hip-Hop Albums | 2                   |